# Butch Vig
Bryan David Vigorson (Viroqua, 2 de agosto de 1955), mais conhecido pelo seu nome artístico Butch Vig, é um produtor musical e músico americano, mais conhecido como baterista da banda Garbage e produtor musical do álbum Nevermind, do Nirvana e Bricks Are Heavy, do L7.
Junto a Steve Marker (guitarrista da banda Garbage) ele é dono do estúdio Smart Studios, localizado em Madison, onde reside.
Em 2012, ele ficou em nono lugar na lista dos cinquenta melhores produtores musicais de todos os tempos da revista NME.

## Carreira
Butch Vig começou a se interessar por música e o trabalho de produção quando era apenas um estudante do principal campus da University of Wisconsin em Madison. Vig estudava cinema, na época e consequentemente acabou se infiltrando na cena musical de Madison. Na faculdade ele morava com Laurie Lindeen, que estudava música, que seguiu em frente montando sua própria banda e se casou com o músico Paul Westerberg.
Butch produziu diversas bandas punk rock locais como Killdozer e The Other Kids.
Enquanto ia levando a faculdade, Vig conheceu Duke Erikson e Steve Marker. Com Erikson, Vig começou a banda que levava o nome de Spooner em 1979. Vig e Marker levaram horas gravando canções no gravador de quatro canais no porão da casa de Marker. Aquele foi o embrião do Smart Studios.
Enquanto a banda Spooner não recebia nenhum tipo de proposta para contratos, o projeto paralelo Fire Town acabou conseguindo assinar com a Atlantic Records em 1988. Ganharam boas resenhas da crítica e um pequeno sucesso financeiro com os lançamentos de sucesso "I'll Carry The Torch For You", "Rain On You" e "The Good Life".

## Como produtor
O primeiro grande projeto de produção de Vig aconteceu em 1991, quando produziu o álbum Gish da banda The Smashing Pumpkins, Nevermind do Nirvana e mais tarde se tornou notório pelos remixes de Broken, álbum do Nine Inch Nails.
O seu trabalho de produção no álbum “Nevermind” foi altamente creditado como o motivo pelo qual o Nirvana ganhou o sucesso mainstream, estreando em primeiro lugar no U.S. Chart (no lugar de Michael Jackson). Vig incorporou overdubs e dobras vocais, enquanto no primeiro álbum do Nirvana, Bleach (produzido por Jack Endino) tinha um som um pouco menos trabalhado. Kurt Cobain, na época, havia se recusado dobrar as linhas vocais e guitarras, mas Vig, sabendo do fascinio de Kurt por John Lennon, dizia "John Lennon dobrava tudo!". Cobain, um pouco mais tarde, viria a criticar Vig pela limpeza do álbum, embora isto possa ter acontecido devido à mixagem de Andy Wallace. Cobain disse certa vez que "Butch Vig... gravou o álbum perfeitamente," em uma entrevista concedida à MTV em 1993.
Billy Corgan, da banda The Smashing Pumpkins, elogiou o trabalho de Vig em seu álbum Siamese Dream. A faixa "Soma", por exemplo, contém mais de 40 overdubs de guitarra. Este álbum conseguiu uma ótima recepção crítica e comercial, fazendo com que mais uma banda independente entrasse no mainstream.
Em 2009, Butch Vig foi produtor do álbum 21st Century Breakdown da banda Green Day, sendo este um dos álbuns do Green Day que tiveram melhores críticas pela mídia, atingindo sucesso e sendo vencedor de grandes prêmios.
Em 2011, produziu o álbum Wasting Light da banda Foo Fighters.